# Blériot 127
Il Blériot 127 fu un aereo militare multiruolo quadriposto, bimotore e monoplano ad ala bassa, sviluppato dall'azienda aeronautica francese Blériot Aéronautique negli anni venti.
Impiegato essenzialmente nel ruolo di bombardiere medio, prestò servizio nei reparti dell'Armée de l'air venendo rapidamente sostituito a causa delle sue scarse prestazioni generali.

## Storia del progetto
Con l'istituzione dell'Armée de l'air, l'aeronautica militare francese che ottenne lo status di forza armata indipendente, si avviò un programma di ammodernamento del parco velivoli ereditato dall'Armée de terre.
Tra le varie esigenze vi era quella di adottare modelli in grado di ricoprire più ruoli e fu per cercare di ottenere una commessa da parte del governo che l'ufficio tecnico della Blériot pianificò l'evoluzione di un modello già sviluppato nel 1922 dall'ingegnere Léon Kirste, il 107, che generò il 117M caratterizzato dall'adozione di una coppia di motori Lorraine 12Db e una coda bideriva.
La scarsa maneggevolezza espressa da quest'ultimo esortò l'azienda ad avviare un ulteriore sviluppo intervenendo sugli impennaggi verticali, aumentandone la superficie, adottando nel contempo un impianto propulsivo più recente, una coppia di Lorraine 12Gb. Per il resto l'impostazione del velivolo era per l'epoca convenzionale, con velatura monoplana di costruzione principalmente lignea e piano alare a profilo spesso posizionato basso sulla fusoliera; quest'ultima integrava tre postazioni difensive e carrello d'atterraggio fisso.
In questa configurazione il prototipo, indicato dall'azienda con la numerazione 127.01, venne portato in volo per la prima volta nel maggio 1926; seguì un secondo velivolo, il 127.02, portato in volo nel 1928, che nel tentativo di migliorarne le caratteristiche montava i radiatori sotto le ali al fine di ridurre le resistenze passive.
Le ultime modifiche furono giudicate risolutive e il modello avviato alla produzione in serie e, benché il modello si fosse rivelato lento e poco maneggevole, ne vennero costruiti 42 esemplari, realizzati nell'arco di 4 anni.
Dalla versione principale vennero ricavate tre versioni derivate, la 127.2 da impiegare nel ruolo di caccia pesante di scorta nelle missioni di bombardamento, la 127.3 specificatamente attrezzata per il bombardamento notturno e la 127.4, realizzata in un solo esemplare, che abbandonava la soluzione a ruote doppie delle gambe di forza del carrello principale per uno a ruota singola.

## Impiego operativo
Gli esemplari iniziarono a essere consegnati all'Armée de l'air dal 1930, come equipaggiamento di due squadriglie di protezione dell'11ème Régiment de Bombardement basato a Metz, rimanendo in servizio fino al 1934.

### Pubblicazioni
- Blériot 127, in Aerei da guerra, Ginevra - Novara, Edito Service S.A. - Istituto Geografico De Agostini, 1993.
- Blériot 127, in Le Fana de l'Aviation, Numéro 393.